# Военно-морские силы Индонезии

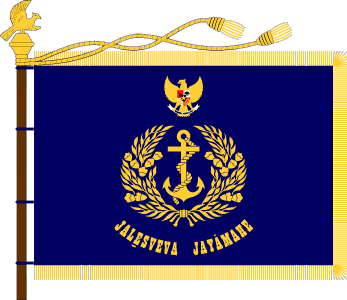
Флаг ВМС Индонезии

Военно-морские силы Индонезии (индон. Tentara Nasional Indonesia Angkatan Laut, TNI AL) — один из видов вооружённых сил Республики Индонезия. В основном включают в себя военно-морской флот, военно-морскую авиацию, морскую пехоту, части и подразделения специального назначения.

## История
Инфраструктура для военно-морских сил на островах архипелага была создана в колониальные времена, ещё до провозглашения независимости Индонезии. 
Во время второй мировой войны Индонезия была оккупирована японскими войсками, и после перехода Японской империи к стратегической обороне во второй половине 1942 года Индонезия была включена в первую линию обороны "сферы взаимного процветания Восточной Азии" (и в дополнение к ранее имевшимся военно-морским базам здесь началось строительство опорных пунктов флота и других военных объектов). 
Создание военного флота началось в 1945 году, после начала войны за независимость Индонезии.
15 ноября 1945 года началось формирование первого подразделения морской пехоты, в 1956 году была создана морская авиация.
В 1971 году военно-морские силы насчитывали 50 тыс. человек личного состава и включали в себя флот (около 170 боевых кораблей и вспомогательных судов), морскую авиацию (около 20 самолётов и вертолётов) и морскую пехоту.
В 1981 году численность ВМС Индонезии достигла 52 тыс. человек. В это время США передали военно-морским силам Индонезии признанную устаревшей и выведенную из боевого состава ВМФ США плавучую базу эскадренных миноносцев AD-31 "Тайдуотер".
В 2006 году общая численность военно-морских сил составляла 53 тыс. человек, и они включали в себя силы флота (на вооружении которого имелось около 70 боевых кораблей и свыше 80 боевых катеров), морскую авиацию (имевшую на вооружении 40 боевых самолётов, 15 боевых вертолётов и 20 вспомогательных вертолётов) и морскую пехоту (две бригады и полк боевой поддержки общей численностью 18 тыс. человек).

## Организационный состав
ВМС состоят из 2 оперативных флотов (Западного и Восточного), Корпуса морской пехоты, и учебного командования. Главная военно-морская база (ГВМБ) Западного флота размещена в Джакарте, ГВМБ Восточного флота — в Сурабае.

## Боевой состав

### Флот
| Тип                           | Бортовой номер  | Наименование                    | В составе флота | Состояние       | Примечания                       |
| Подводные лодки               | Подводные лодки | Подводные лодки                 | Подводные лодки | Подводные лодки | Подводные лодки                  |
| ----------------------------- | --------------- | ------------------------------- | --------------- | --------------- | -------------------------------- |
| подводная лодка типа 209/1300 | 401             | KRI «Cakra»                     | 1981            | в строю         |                                  |
| подводная лодка типа 209/1300 | 402             | KRI «Nanggala»                  | 1981            | затонула        |                                  |
| подводная лодка типа 209/1200 | 403             | KRI «Nagapasa»                  | 2017            | в строю         | модифицированный проект DSME1400 |
| подводная лодка типа 209/1200 | 404             | KRI «Ardadedali»                | 2018            | в строю         | модифицированный проект DSME1400 |
| Фрегаты                       |                 |                                 |                 |                 |                                  |
| фрегат типа «Ван Спейк»       | F 802           | KRI «Slamet Riadi»              | с 1986 года     | в строю         | Бывший голландский Van Speijk    |
| фрегат типа «Ван Спейк»       | F 803           | KRI «Yos Sudarso»               | 1986 года       | в строю         | Бывший голландский Van Galen     |
| фрегат типа «Ван Спейк»       | F 804           | KRI «Ahmad Yani»                | 1987 года       | в строю         | Бывший голландский Tjerk Hiddes  |
| фрегат типа «Ван Спейк»       | F 805           | KRI «Oswald Siahaan»            | 1987 года       | в строю         | Бывший голландский Van Nes       |
| фрегат типа «Ван Спейк»       | F 814           | KRI «Karel Satsuitubun»         | 1989 года       | в строю         | Бывший голландский Isaac Sweers  |
| фрегат типа «Ван Спейк»       | F 815           | KRI «Abdul Halim Perdanakusuma» | 1989 года       | в строю         | Бывший голландский Evertsen      |

На начало 2007 г. численность личного состава ВМС составляла 45000 человек (в том числе 15000 человек в Корпусе морской пехоты и 1000 — в авиации ВМС).

### Боевые надводные корабли
В 2011 году в городе Сурабая началось строительство первого из 11 фрегатов проекта «Сигма 10514».
- 3 фрегата УРО типа «Фатихиллах»
- 6 фрегатов типа «Ван Спейк»
- 1 фрегат УРО «Хаджар Девантара» (корвет типа «Девантара»)
- 2 фрегата типа «Клод Джонс»
- 16 корветов пр. 1331М
- 8 патрульных кораблей PB-57
- 1 ракетный катер типа «Клеванг»
- 2 минно-тральных корабля проекта «Трипартит»
- 1 минно-тральный корабль проекта 244
- 9 минно-тральных кораблей проекта 89 «Кондор-2»

### Подводные лодки
На 2013 год в составе ВМС имеется 2 дизельных подводных лодки проекта 209 типа Cakra. Обе они были переоборудованы на верфях Daewoo Shipbuilding (Южная Корея) в 2006 и 2011 соответственно.
В апреле 2013 года было объявлено строительство 3-х новых подводных лодок проекта 209, к 2024 году численность подводного флота планируется довести до 10 единиц. Новые подлодки будет строить Daewoo Shipbuilding & Marine Engineering. На действующие подлодки планируется установить новые навигационные системы.

### Вспомогательные корабли
- 1 штабной корабль
- 1 десантный корабль-док «Танджунг Далпеле»
- 2 десантно-вертолетных корабля-дока «Макассар»[12]
- 7 танко-десантных кораблей проекта LST-512
- 6 танко-десантных кораблей типа «Такома»
- 1 танко-десантный корабль «Телук Амбойна»
- 12 средних десантных кораблей «Фрош-1» проекта 108
- 9 гидрографических судов
- 2 танкера-заправщика
- 2 танкера
- 6 транспортов
- 5 буксиров
- 2 учебных парусных судна
- 1 плавмастерская

### Боевые Катера
- 4 ракетных катера «Дэггер»
- 4 торпедных катера «Синга»
- 22 патрульных катера
- 54 десантных катера

## Флаги кораблей и судов
| Флаг | Гюйс | Вымпел боевых кораблей |
| ---- | ---- | ---------------------- |
|      |      | нет данных             |

## Знаки различия

### Адмиралы и офицеры
| Категории               | Адмиралы        | Адмиралы  | Адмиралы        | Адмиралы       | Адмиралы          | Старшие офицеры               | Старшие офицеры                  | Старшие офицеры           | Младшие офицеры            | Младшие офицеры   | Младшие офицеры |
| ----------------------- | --------------- | --------- | --------------- | -------------- | ----------------- | ----------------------------- | -------------------------------- | ------------------------- | -------------------------- | ----------------- | --------------- |
|                         |                 |           |                 |                |                   |                               |                                  |                           |                            |                   |                 |
| Индонезийское звание    | Laksamana Besar | Laksamana | Laksamana Madya | Laksamana Muda | Laksamana Pertama | Kolonel                       | Letnan Kolonel                   | Mayor                     | Kapten                     | Letnan Satu       | Letnan Dua      |
| Российское соответствие | Адмирал флота   | Адмирал   | Вице-адмирал    | Контр-адмирал  | Капитан-командор  | Капитан 1-го ранга, Полковник | Капитан 2-го ранга, Подполковник | Капитан 3-го ранга, Майор | Капитан-лейтенант, Капитан | Старший лейтенант | Лейтенант       |

### Сержанты и матросы
| Категории               | Подофицеры           | Подофицеры          | Сержанты и старшины          | Сержанты и старшины         | Сержанты и старшины | Сержанты и старшины | Сержанты и старшины | Сержанты и старшины | Сержанты и старшины | Матросы        | Матросы           | Матросы    |
| ----------------------- | -------------------- | ------------------- | ---------------------------- | --------------------------- | ------------------- | ------------------- | ------------------- | ------------------- | ------------------- | -------------- | ----------------- | ---------- |
|                         |                      |                     |                              |                             |                     |                     |                     |                     |                     |                |                   |            |
| Индонезийское звание    | Pembantu Letnan Satu | Pembantu Letnan Dua | Sersan Mayor                 | Sersan Kepala               | Sersan Satu         | Sersan Dua          | Kopral Kepala       | Kopral Satu         | Kopral Dua          | Kelasi Kepala  | Kelasi Satu       | Kelasi Dua |
| Российское соответствие | Старший мичман       | Мичман              | Главный корабельный старшина | Главный старшина 1-й статьи | Главный старшина    | Старшина 1-й статьи | Старшина 2-й статьи | Старшина 3-й статьи | Ефрейтор            | Старший матрос | Матрос 1-й статьи | Матрос     |